# Samuel Henriquez de Granada
Samuel Henriquez de Granada (Paramaribo, 17 juli 1873 – Theresienstadt, 11 augustus 1944) was een Surinaams bestuurder en politicus.

## Carrière
Eind 1892 werd De Granada surnumerair op de griffie van de Koloniale Staten waar zijn vader, Jacques Henriquez de Granada, tot diens dood begin dat jaar eerste griffier was geweest. Binnen vier jaar werd hij districtsklerk en in 1903 volgde zijn benoeming tot commies bij het Immigratie Departement. In 1906 werd hij waarnemend districtscommissaris van het district Beneden Commewijne en in 1909 werd De Granada daar officieel de districtscommissaris. 
Als oudste districtscommissaris werd hij in 1921 waarnemend agent-generaal voor de Immigratie als opvolger van Pieter Westra. Deze functie kwam opeens beschikbaar toen Westra, die drie jaar waarnemend agent-generaal zou worden, al na enkele maanden Suriname verliet om weer in Nederlands-Indië te gaan werken. In december 1921 werd bekend dat De Granada buitengewoon lid van de Raad van Bestuur van Suriname zou worden terwijl de benoeming van de administrateur van financiën meer voor de hand had gelegen. De motivatie hiervoor was dat kort ervoor besloten was dat vacatures in de Raad van Bestuur bij voorkeur door Surinamers vervuld zouden moeten worden. In mei 1922 werd hij gewoon lid van die raad en bij Koninklijk Besluit van 27 december 1924 (no. 65) volgde de benoeming tot agent-generaal voor de Immigratie.
In augustus 1925 vertrok De Granada voor verlof naar Nederland, waarbij hij voor één jaar vervangen zou worden door Charles Weytingh. De Granada keerde niet meer terug naar Suriname en een jaar later werd Weytingh definitief zijn opvolger. De Granada vestigde zich in Den Haag. 

## Overlijden
Vanwege zijn joodse achtergrond werd hij tijdens de Tweede Wereldoorlog door de Duitse bezetters naar het Concentratiekamp Theresienstadt (in het huidige Tsjechië) gedeporteerd waar hij in 1944 op 71-jarige leeftijd overleed.

## Eerbetoon

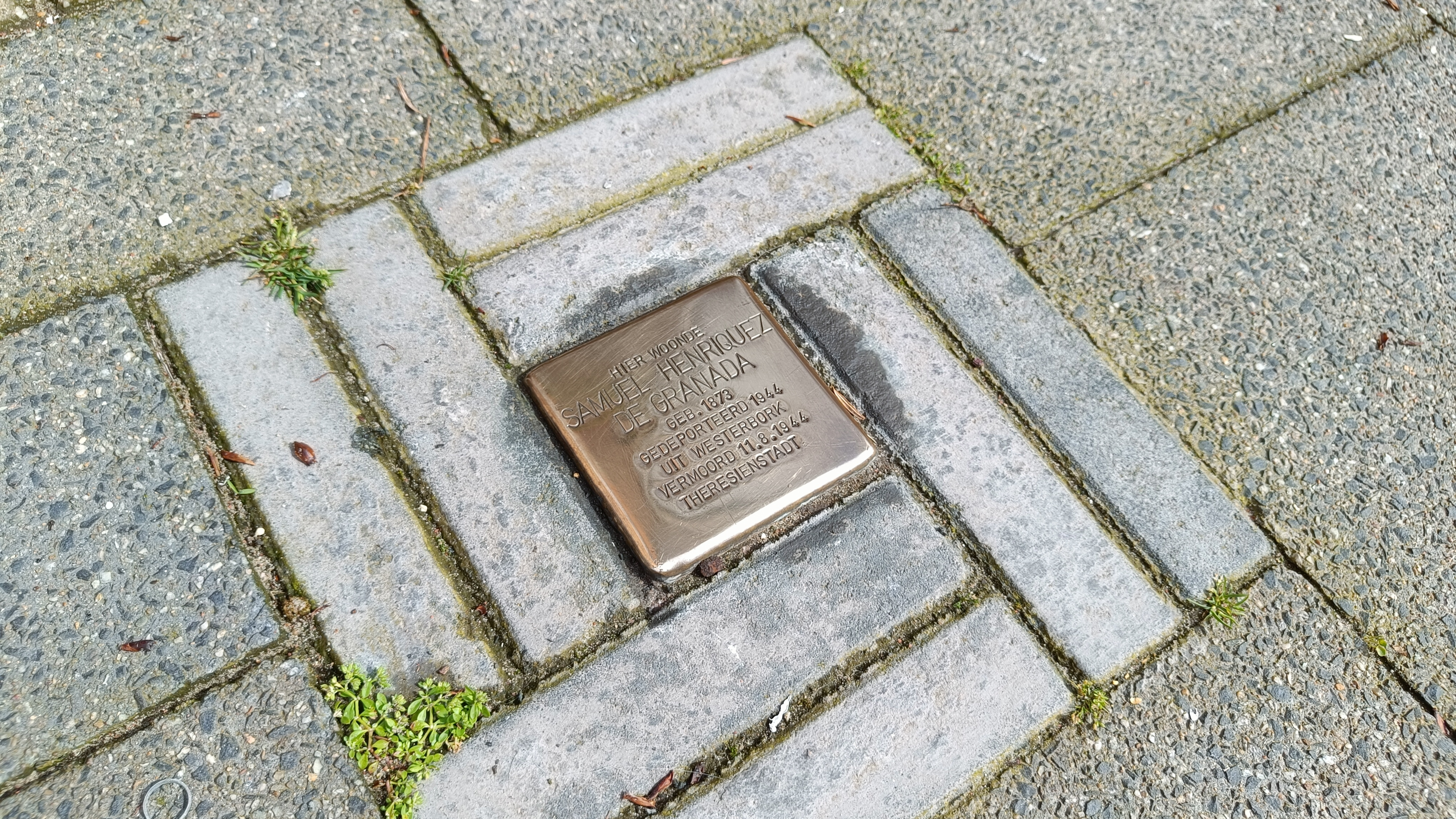
Struikelsteen voor Samuel Henriquez de Granada voor de deur van zijn laatste woonplaats, Sweelinckplein 35 in Den Haag.

In 1912 werd De Granada vader van een dochter, Paulina. Zijn kleindochter, de Nederlandse schrijfster Carry-Ann Tjong Ayong, zorgde ervoor dat in 2023 een struikelsteen werd geplaatst bij zijn laatste verblijfplaats aan het Sweelinckplein 35.

## Trivia
- De Granada is een nazaat van Joodse pionier David Cohen Nassy.[4]
- Zijn naam wordt volgens John de Bye geschreven als Samuel Hendriques de Granada, dus Hendriques met een extra 'd' en een 's' in plaats van een 'z' aan het einde.